# Казанкова, Марина Павловна
Марина Павловна Казанкова (род. 4 августа 1981, Фрунзе) — международная актриса и фридайвер.

## Биография
Родилась 4 августа 1981 года в городе Фрунзе.
Её отец — лётчик, мать — врач. Сестра — Эллина Казанкова, художник-мультипликатор.
Детство прошло в Италии, где она училась в школе. Там же начала свою актёрскую карьеру. Снималась в кино, принимала участие в спектаклях римского театра «ГЛАУКО МАУРИ».
В 2001 году окончила ВГИК (курс А. Баталова).
Увлекается автоспортом. Является абсолютной чемпионкой мира 2004 года по фридайвингу «Jump Blue» и многократной рекордсменкой «Книги рекордов Гиннесса». С 1999 года снялась более чем в 15 фильмах.

## Фильмография
- 1999 — Опять надо жить — Ольга
- 2001 — Сыщики — девушка (эпизод №10)
- 2001 — Яды, или Всемирная история отравлений — Лукреция Борджиа, дочь Александра VI
- 2003–2004 — Бедная Настя — Ольга Калинковская
- 2006 — 48 часов (Италия) — Джада
- 2007 — Короли игры — учительница английского языка
- 2007 — След — Катя Завьялова
- 2008 — Морской патруль — Саша (эпизод №3)
- 2008 — Очень русский детектив — жена Брета Пидда
- 2008–2010 — Маргоша — Софья Радулова, кризис-менеджер
- 2009 — Хозяйка тайги — Василиса Громова, егерь
- 2011 — 6 дней на Земле (Италия)
- 2011 — А счастье где-то рядом — Аня Петрова
- 2011 — Без правил — Саша
- 2011 — Гражданка начальница. Продолжение — Ульяна Рагозина
- 2011 — Духless — Наталья Викторовна, заместитель Гулякина
- 2011–2012 — Закрытая школа — Анна Михайловна Ольшанская
- 2012 — Инспектор Купер — Элеонора Болотова (эпизод №8)
- 2012 — Лесник — Евгения Азовцева, врач-стоматолог (эпизод №29)
- 2013 — Его любовь — Ольга
- 2014 — Тайный город 2 — Шарлотта
- 2018 — Город-зад
- 2018 — Цена прошлого — Настя Коваленко
- 2020 — Заповедный спецназ — Тамара
- 2020 — Ключ времени — Ольга
- 2021–2022 — Триггер 2 — инструктор беременных
- 2023 — Заповедный спецназ 2 — Тамара